# Mariangêla Zan
Mariangêla Zan (São Paulo, 14 de outubro de 1974) é uma cantora, compositora e apresentadora de televisão brasileira.

## Biografia
Nascida em São Paulo, capital, no ano de 1974, Mariângela Zan é filha do acordeonista italiano Mario Zan. Começou sua carreira na música acompanhando seu pai em shows por todo o Brasil, onde fazia participações como backing vocal. Dois anos depois, assumiu o vocal da banda cantando canções do repertório de seu pai, se apresentando principalmente em bailes pelo país, onde, segundo ela mesma, "é nesse ambiente que um intérprete aprende a cantar todos os rítmos".

### Apresentações em programas de TV
Durante 14 anos de sua vida, Mariângela apresentou-se em carreira solo e ao lado de seu pai em diversos programas de TV, como Altas Horas, da Rede Globo e Viola, Minha Viola, da TV Cultura. Mariângela também apresentou o programa de televisão Mário Zan e Seus Convidados pela Rede Vida, onde dividiu o comando da atração com seu pai, por dois anos.

## Carreira solo
No ano de 2007, aderiu à chamada carreira solo e desde então vem se apresentando em praças e em centros culturais, sobretudo com influências da cultura folclórica e da MPB, sobretudo a musica de raiz. Nesta nova fase, ela já se apresentou em diversas emissoras de TV do Brasil como TV Bandeirantes São Paulo, TV Gazeta, Emissoras Pioneiras de Televisão (EPTV), entre outras.

## TV Aparecida
No dia 4 de janeiro de 2016, estreou no comando do programa Aparecida Sertaneja após a saída do Padre Alessandro Campos como apresentador do programa.

## Discografia

### Canções
- "Santa Maria de la Mer" (2019)
- "Agenda Rabiscada" (2018)

### Álbuns
- Homenagem a Mário Zan (2013)
- Clássicos